# 亚当·林
亚当·林（英語：Adam Ling，1991年9月9日—），新西兰男子赛艇运动员。他曾代表新西兰参加法国举办的2015年世界赛艇锦标赛，获得男子轻量级单人双桨金牌。